# Duga Resa
Duga Resa is een stad en gemeente in de provincie Karlovac, Kroatië. Het ligt ten oosten van Rijeka

## Naam
De naam Duga Resa komt het eerst voor in teksten uit 1380. Er zijn verschillende theorieën over hoe de stad zijn naam kreeg: een ervan is dat "Resa" slaat op de klederdracht van de bevolking, een andere dat het de naam is van een waterplant die er, zowel in het water als op het land, voorkomt.

## Populatie
Het dorp groeide snel uit tot een stad gedurende de industrialisering van het gebied in het eind van de 19e en begin van de 20e eeuw. In 2001 waren er 12.114 inwoners in de gemeente, waarvan 96% Kroaten. Door de geografische ligging heeft de stad zeer hete zomers en koude winters.

## Plaatselijke interesses
Populaire activiteiten zijn vissen, raften, jagen, varen, zwemmen, volleybal, voetbal en fietsen. De plaatselijke St. Pieterskerk (Sveti Petar) dateert van de 14e eeuw.

## Bekende mensen uit Duga Resa

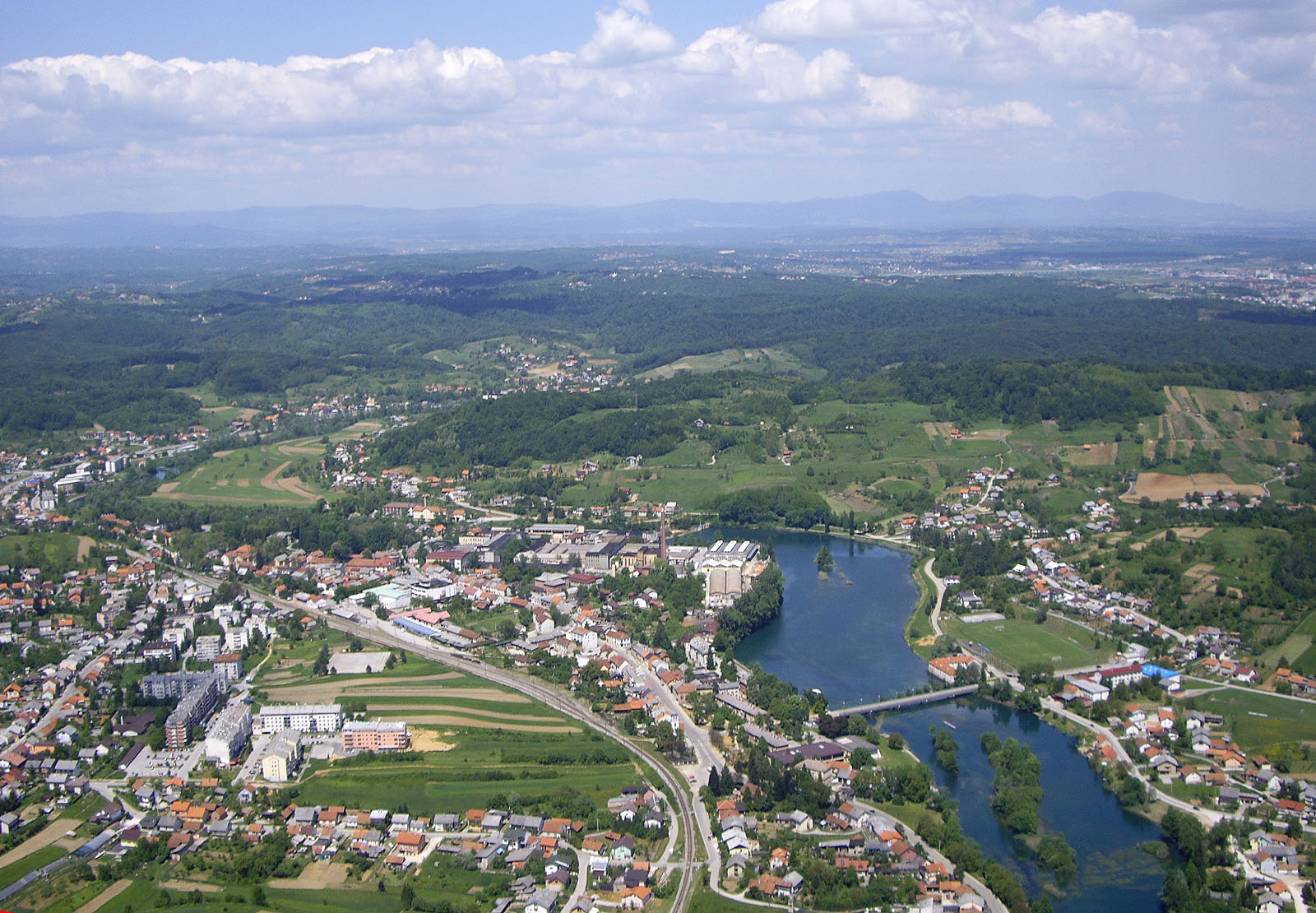
Panorama

- Anton Stipančić - tafeltennisser

Steden (gradovi): Karlovac · Duga Resa · Ogulin · Ozalj · Slunj

Gemeenten (općine): Barilović · Bosiljevo · Cetingrad · Draganić · Generalski Stol · Josipdol · Kamanje · Krnjak · Lasinja · Netretić · Plaški · Rakovica · Ribnik · Saborsko · Tounj · Vojnić · Žakanje